# Sausedlitz
Sausedlitz ist ein Ortsteil der Gemeinde Löbnitz im Landkreis Nordsachsen des Freistaates Sachsen. Der Ort wurde am 1. März 1994 nach Löbnitz eingemeindet.

## Geographische Lage
Der Ortsteil Sausedlitz liegt zwischen Delitzsch im Südwesten und Löbnitz im Osten am Bach Leine. Nördlich des Orts liegt der Seelhausener See, durch welchen die Landesgrenze zu Sachsen-Anhalt verläuft. An seiner Stelle lag bis 1987 der durch den Braunkohle-Tagebau Goitzsche abgebaggerte Sausedlitzer Ortsteil Seelhausen.

## Geschichte

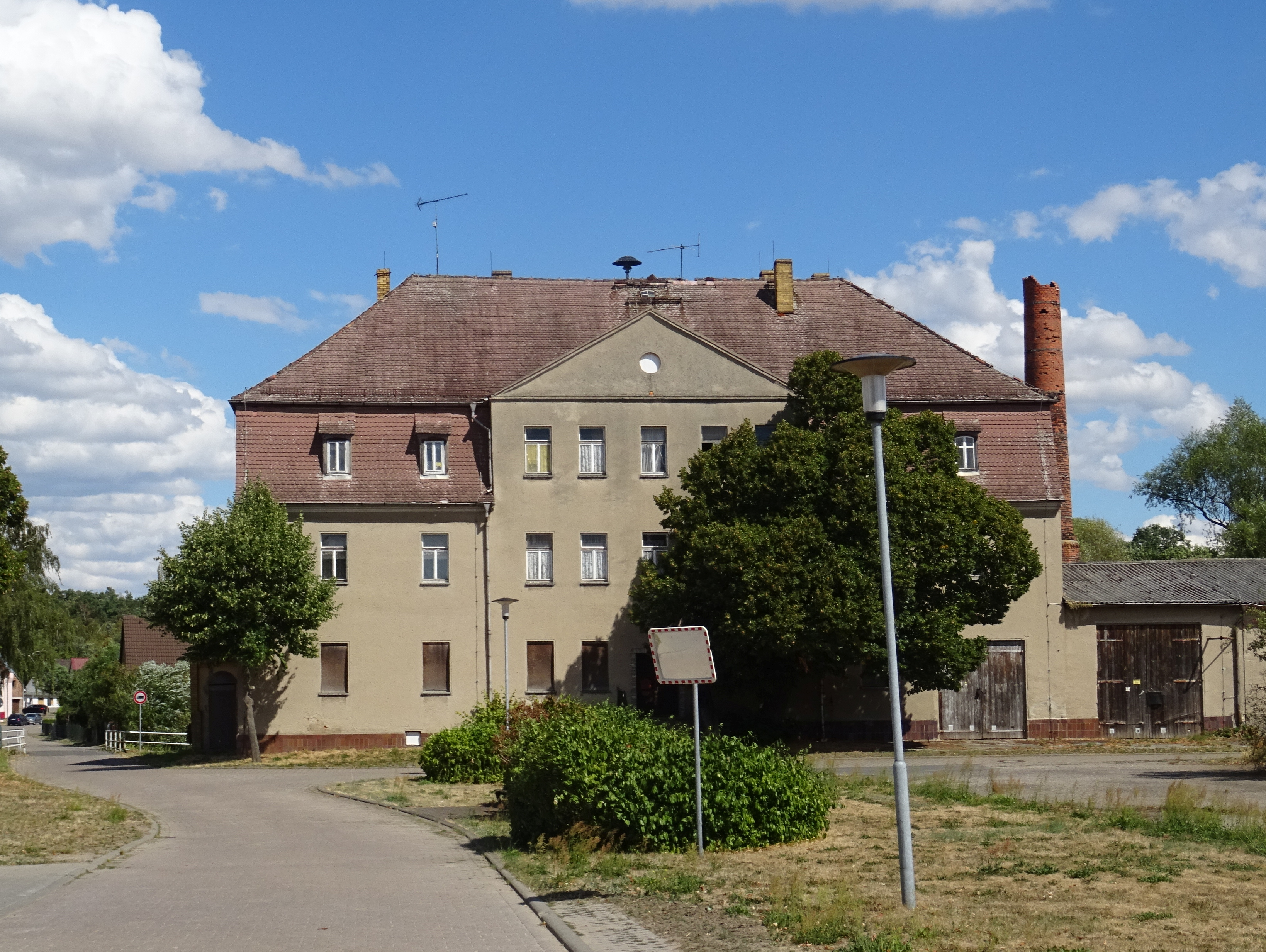
Ehemaliges Gutshaus

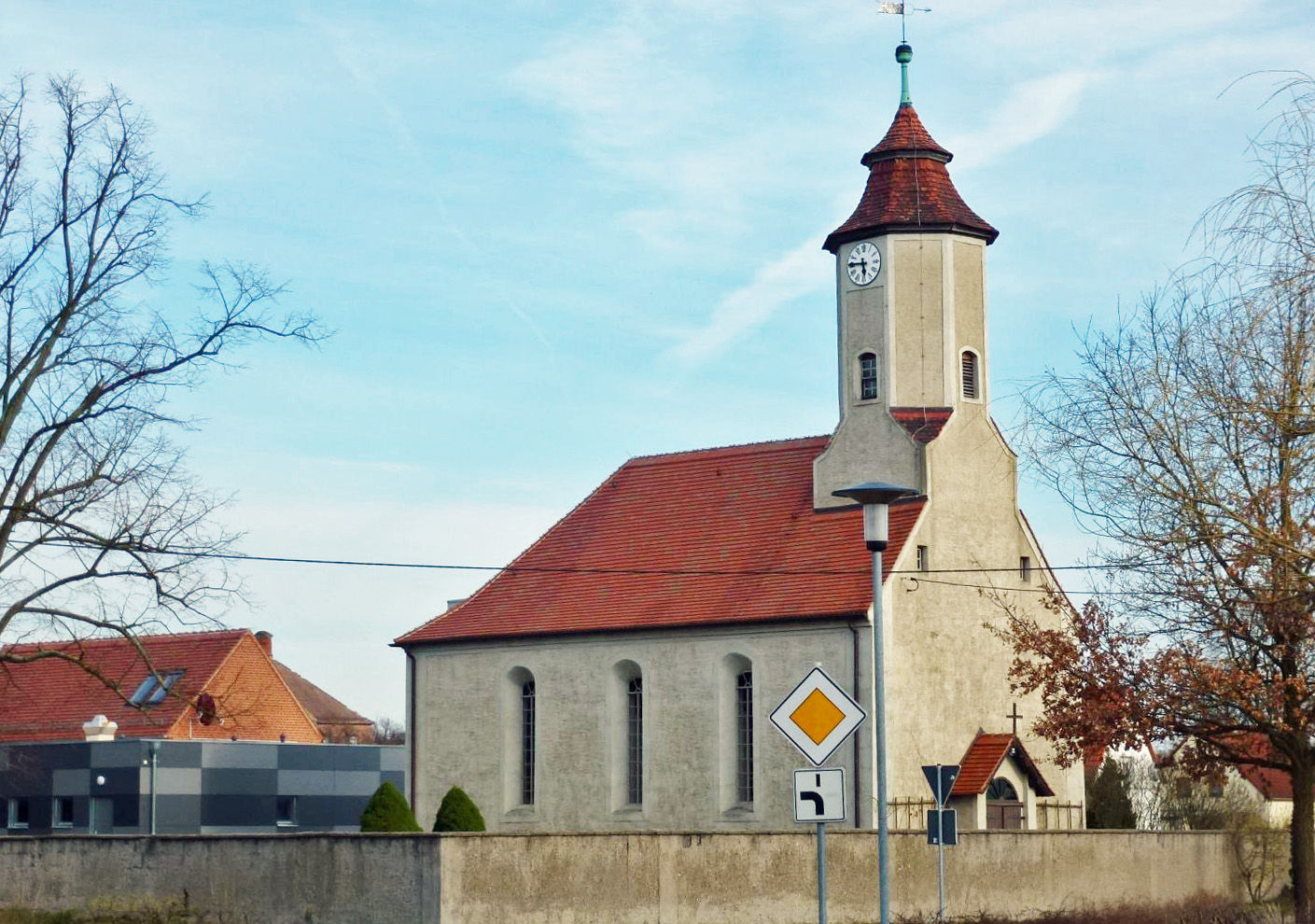
Kirche

Sausedlitz am Leinebach wurde erstmals im Jahr 1349 in einem Lehnbuch Friedrichs des Strengen erwähnt. Die älteste Namensform des Ortes ist der slawische Ortsname Ciusedlitz. Er ist vom slawischen Wort soused abgeleitet, was Nachbar bedeutet. Das Angerdorf Sausedlitz gehörte ursprünglich zum wendischen Bezirk Siusli. 1456 wurde der Ort in einer Besitzauflistung des sächsischen Kurfürsten erwähnt. Von diesem erwarben ihn die Herren von Schönfeld vor 1464. 1707 gelangte Sausedlitz in den Besitz der Familie Vitzthum von Eckstädt, die das Gut bis zur Enteignung 1945 besaß.
Der Ort und das hier ansässige Rittergut Sausedlitz gehörten bis 1815 als Exklave zum kursächsischen Amt Eilenburg. Durch die Beschlüsse des Wiener Kongresses kamen sie zu Preußen und wurden 1816 dem Kreis Delitzsch im Regierungsbezirk Merseburg der Provinz Sachsen zugeteilt, zu dem sie bis 1952 gehörten. Im Zuge der Kreisreform in der DDR 1952 wurde Sausedlitz dem neu zugeschnittenen Kreis Delitzsch im Bezirk Leipzig zugeteilt, welcher 1994 im Landkreis Delitzsch aufging.
1973 wurde der nördlich gelegene Nachbarort Seelhausen eingemeindet. Mit der Erweiterung des nördlich gelegenen Tagebaus Goitzsche wurde Sausedlitz im Jahr 1980 zum Bergbauschutzgebiet erklärt. Die MIBRAG kaufte 1983 erzwungenermaßen Wald- und Ackerflächen auf. Wegen des geplanten Braunkohleabbaus begann 1986 in Sausedlitz wie im Ortsteil Seelhausen die Umsiedlung der Bewohner. Dadurch sank die Einwohnerzahl bis 1990 von 410 Einwohnern auf 180. Während Seelhausen im darauf folgenden Jahr überbaggert (devastiert) wurde, blieb Sausedlitz aufgrund der politischen Wende und der damit einhergehenden Änderung der Energiepolitik dieses Schicksal zum größten Teil erspart. Als im Wendejahr 1989 bereits 50 Prozent der Einwohner umgesiedelt waren und die Bagger nur noch wenige 100 Meter vom Dorf entfernt standen, begannen die Sausedlitzer um den Erhalt ihres Dorfes zu kämpfen. Ihr Erfolg wurde am 28. Februar 1990 durch einen Ministerratsbeschluss der DDR-Regierung besiegelt, welche die Einstellung des Braunkohleabbaus in der Goitzsche beschloss. Die danach durchgeführte Revitalisierung erfolgte im Rahmen des „Aktionsprogrammes Ländlicher Raum“.
Am 1. März 1994 wurde Sausedlitz in die Gemeinde Löbnitz eingegliedert. 1996 siegte Sausedlitz im Wettbewerb „Unser Dorf soll schöner werden – Unser Dorf hat Zukunft“. Im Jahr 2000 erfolgte eine Teilnahme am „Europäischen Dorferneuerungs“-Wettbewerb. Das sich an der Stelle des ehemaligen Ortsteils Seelhausen befindliche Tagebaurestloch wurde zwischen 2000 und 2005 geflutet und bildet seitdem den Seelhausener See.

## Verkehr
Südlich des Orts verläuft die B 183a.